# Aloys Mulindwa Mutabesha Mugoma Mweru
Aloys Mulindwa Mutabesha Mugoma Mweru (* 1922 in Muzinzi; † 21. August 1997) war ein kongolesischer römisch-katholischer Geistlicher und Erzbischof des Erzbistums Bukavu.

## Leben
Er wurde am 24. April 1954 zum Priester geweiht, am 18. Dezember 1965 zum Erzbischof von Bukavu ernannt und am 20. März 1966 von Joseph Mikararanga Busimba ordiniert. Am 15. September 1993 trat er von seinem Amt als Erzbischof zurück und starb ungefähr vier Jahre später am 21. August 1997.